# Círculos (serie de televisión)
Círculos es una serie de televisión dramática argentina emitida por América TV. La trama se centra en la historia de vida de un abuelo y su nieta conectados por el pasado. Está protagoniza por Hugo Arana, Lidia Catalano, Victorio D'Alessandro, Paula Sartor, Juan Luppi, Tamara Garzón, Mario Pasik y Darío Lopilato. La serie se estrenó el sábado 16 de enero del 2016.

## Sinopsis
La historia se centra en Augusto (Hugo Arana) y su nieta Delfina (Paula Sartor), quien llega a su casa tras escaparse del hogar de su madre. Al mismo tiempo compartirán letras y música que serán el punto de partida que remitirá a un pasado que interactúa constantemente con el desarrollo presente del relato.

## Reparto

### Principal
- Hugo Arana como Augusto Di Tullio.
- Lidia Catalano como Marta.
- Victorio D'Alessandro como Cosme Ibarburen.
- Paula Sartor como Delfina Di Tullio.
- Juan Luppi como Augusto Di Tullio (joven).
- Tamara Garzón
- Mario Pasik como Don Federico Ibarburen.
- Darío Lopilato como Marcos.

### Secundario
- Nicolás Piccardo

### Invitados
- Coni Marino como Dolores Di Tullio.
- Fernando Álvarez como Pedro.

## Episodios
| N.º (serie) | Título                    | Director       | Guionista       | Fecha de emisión      | Audiencia (en millones) |
| ----------- | ------------------------- | -------------- | --------------- | --------------------- | ----------------------- |
| 1           | «El que se fue»           | Alberto Lecchi | Guillermo Ipiña | 16 de enero de 2016   | 2.6                     |
| 2           | «Cartas a Marta»          | Alberto Lecchi | Guillermo Ipiña | 17 de enero de 2016   | 4.6                     |
| 3           | «Viejo cheto»             | Alberto Lecchi | Guillermo Ipiña | 23 de enero de 2016   | 2.0                     |
| 4           | «No se que me ves»        | Alberto Lecchi | Guillermo Ipiña | 24 de enero de 2016   | 2.2                     |
| 5           | «Mi regreso»              | Alberto Lecchi | Guillermo Ipiña | 30 de enero de 2016   | 1.8                     |
| 6           | «Que te perdone Dios»     | Alberto Lecchi | Guillermo Ipiña | 31 de enero de 2016   | 2.3                     |
| 7           | «Esperando heredar»       | Alberto Lecchi | Guillermo Ipiña | 6 de febrero de 2016  | 2.2                     |
| 8           | «Sin red»                 | Alberto Lecchi | Guillermo Ipiña | 7 de febrero de 2016  | 2.2                     |
| 9           | «A la salida del cabaret» | Alberto Lecchi | Guillermo Ipiña | 13 de febrero de 2016 | 1.7                     |
| 10          | «Tu otra cara»            | Alberto Lecchi | Guillermo Ipiña | 14 de febrero de 2016 | 2.6                     |
| 11          | «Sin rencores»            | Alberto Lecchi | Guillermo Ipiña | 20 de febrero de 2016 | 2.2                     |
| 12          | «El engaño»               | Alberto Lecchi | Guillermo Ipiña | 21 de febrero de 2016 | 2.1                     |
| 13          | «Me estoy viniendo abajo» | Alberto Lecchi | Guillermo Ipiña | 28 de febrero de 2016 | 2.5                     |